# Casa Montserrat Gili
La Casa Montserrat Gili és un edifici situat al carrer de Blasco de Garay, 24 al Poble-sec de Barcelona, catalogat com a Bé Cultural d'Interès Local.

## Descripció

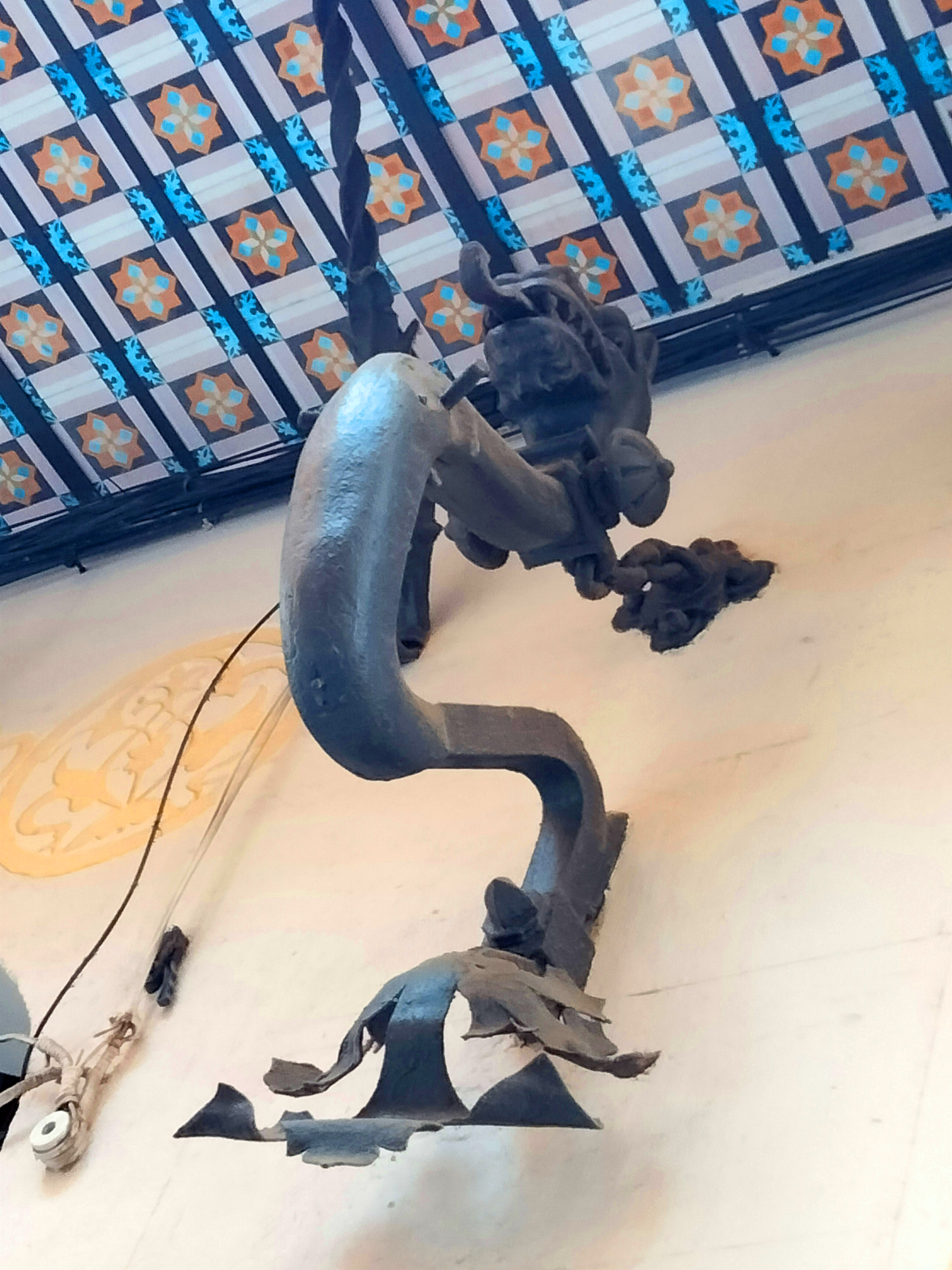
Drac de forja de la façana i parament de rajoles del sotabalcó

La casa Montserrat Gili és de petites dimensions i consta de planta baixa, un pis i terrat. A la planta baixa s'obren dues portes, una més estreta que l'altre, d'arc de ferradura amb decoració esgrafiada al voltant. Entre les dues portes, a la part superior, s'ha col·locat un drac de ferro forjat. La part inferior del mur està decorat amb rajola. La porta més estreta té una reixa de ferro forjat decorada amb flors i cintes. El pis superior té dues portes que donen a un balcó corregut amb barana bombada de ferro forjat i llosana de rajola; uns tiradors de ferro forjat decorat la part inferior d'aquest balcó. Les dues obertures tenen la llinda decorada amb volutes i al centre un medalló amb bustos en relleu d'inspiració orientalista i medieval. El parament d'aquest nivell està totalment cobert d'esgrafiats de temàtica natural de color verd. La façana està coronada per un fris decorat amb esgrafiats on se situen respiralls amb decoració calada i mènsules on es recolza una cornisa de gran voladís. Per sobre es pot veure el mur de tancament del terrat

## Història
El 1916, Montserrat Gili i Sagristà va encarregar-ne el projecte a l'arquitecte Alexandre Soler i March.